# Модьород
Модьород (угор. Mogyoród) - місто в Геделлейському яраші медьє Пешт, Угорщина.

## Розташування
Модьород розташований на північний схід від Будапешта, у долині між Геделлейських пагорбів. Найвищою точкою є пагорб Шомьйо (326 м). Місто входить в Будапештську агломерацію.
На захід від Модьорода знаходиться місто Фот, на схід Геделле, на півночі знаходяться невеликі населені пункти Чомад, Верешедьхаз і Саду, на півдні - Чемер, Керепеш і Кіштарча.

## Історія

### Походження назви
Слово «Mogyoród» походить від угорського слова, що означає «ліщина», і може бути приблизно перекладене, як «багатий ліщинами». І хоча сьогодні збереглося лише кілька горіхових кущів, за легендою легендою перший з них, що дав назву місту, все ще росте у дворі будинку священика.
Написання назви міста знаходиться в багатьох документах як «Mogyoród» там, де використовується латиниця. У турецьких податкових паперах зустрічаються написання «Magoród» і «Mogyorós», а в іноземних церковних документах як «Monorond», «Mangerat», «Munerod», і «Mamorade».